# Голда Меїр
Го́лда Ме́їр, також Ґо́лда Ме́їр (івр. גּוֹלְדָּה מֵאִיר; уроджена Ґолда Мабович (їд. גאָלדע מאַבאָוויטש) у шлюбі Ґолда Меєрсон (івр. גולדה מאירסון); 21 квітня [3 травня] 1898, Київ  — 8 грудня 1978, Єрусалим, Ізраїль) — ізраїльська політична та державна діячка. Одна з засновників держави Ізраїль, четверта прем'єр-міністерка Ізраїлю (1969—1974). міністерка внутрішніх справ (1970), міністерка закордонних справ (1956—1966), міністерка праці та соціального забезпечення (1949—1956).
Народилася у Києві в Україні в родині євреїв. У 1906 році емігрувала разом із сім'єю до США. Вона закінчила державну школу Мілвокі та після почала працювати вчителькою. Перебуваючи в Мілвокі, вона прийняла лейбористський сіоністський рух. У 1921 році Меїр та її чоловік емігрували до підмандатної Палестини, оселившись у Мерхавії, згодом стала представницею кібуцу в Гістадруті. У 1934 році була підвищеною до виконкому профспілки. Меїр займала кілька ключових ролей у Єврейському агентстві під час і після Другої світової війни. Вона була підписантом Декларації незалежності Ізраїлю в 1948 році. Меїр була обрана до Кнесету в 1949 році та обіймала посаду міністерки праці до 1956 року, доки прем'єр-міністр Давид Бен-Ґуріон призначив її міністеркою закордонних справ. У 1966 році пішла з міністерства за станом здоров'я.
У 1969 році Меїр обійняла посаду прем'єр-міністерки після смерті Леві Ешколя. На початку свого перебування на посаді вона здійснила численні дипломатичні візити до західних лідерів, щоб просувати своє бачення миру в регіоні. Початок війни Судного дня в 1973 році застав Ізраїль зненацька і завдав серйозних ранніх втрат армії. Суспільний гнів, що виник у результаті, завдав шкоди репутації Меїр. Її коаліція «Аліганція» не отримала більшості на наступних парламентських виборах; наступного року вона пішла у відставку, її змінив Іцхак Рабін. Меїр померла у 1978 році від лімфоми і була похована на горі Герцля.
Меїр називали засновницею держави та описували як «залізну леді» ізраїльської політики, але також багато звинувачували в тому, що країна зненацька застала війну 1973 року. Крім того, її зневажливі заяви на адресу палестинців викликали ще більше обурення. Більшість істориків вважають, що Меїр була більш успішною як міністерка праці та житлово-комунального господарства, ніж прем'єр-міністерка.

## Життєпис

### Молоді роки
Голда Мабович народилася 3 травня 1898 року в сім’ї українських євреїв у центрі Києва, Російська імперія (нинішня Україна) у сім’ї Блюми Нейдіч (померла у 1951 році) та Моше Мабовича (помер у 1944 році), працював теслярем. У своїй автобіографії Меїр відзначала, що її перші спогади були про те, як її батько забивав дошками вхідні двері у відповідь на чутки про неминучий єврейський погром. У неї було дві сестри, Шейна (1889 р.н.) і Ципке (1902 р.н.), а також п'ятеро інших братів і сестер, які померли в дитинстві.
Батько Голди Меїр, Моше, у 1903 році покинув країну, щоб знайти роботу в Нью-Йорку, США. За його відсутності решта родини переїхала до Пінська (сучасна Білорусь), щоб приєднатися до родини її матері. У 1905 році Моше переїхав до Мілвокі (штат Вісконсін, США) у пошуках більш високооплачуваної роботи, і знайшов роботу в майстернях місцевої залізничної станції. Наступного року він накопичив достатньо грошей, щоб перевезти свою родину до Америки. Голда разом зі своєю матір'ю та сестрами приземлилася в Квебеку та поїхала поїздом до Мілвокі.
Мати Голди Меїр тримала продуктовий магазин у місті Мілвокі. До восьми років Меїр часто доручали стежити за магазином, коли її мати йшла купувати продукти. У 1906 - 1912 роках вона відвідувала школу Fourth Street Grade School (нині школа Голди Меїр). Також у 1908 році Голда Меїр та її близька подруга Регіна Гамбургер організували Американське товариство молодих сестер. Це дозволило їм збирати кошти для оплати підручників для своїх однокласників. В рамках діяльності цієї організації Голда Меїр орендувала зал і призначила публічне зібрання для проведення заходу. Незважаючи на часті запізнення через роботу в маминому магазині, вона закінчила випускний клас.
У 1912 році Голда Меїр почала навчатися в середній школі North Division High School і працювала неповний робочий день. Серед її роботодавців були універмаг Шустера та Публічна бібліотека Мілвокі. Її мати хотіла, щоб Голда покинула школу й вийшла заміж, але вона відмовилася.
17 лютого 1913 року Голда Меїр сіла на поїзд, щоб переїхати та жити зі своєю заміжньою сестрою Шейною Корнголд у Денвері, Колорадо, США. Там Меїр відвідувала Північну середню школу. Корнголди проводили інтелектуальні вечори у себе вдома, де Меїр брала активну участь у дискусіях про сіонізм, літературу, виборче право жінок, профспілкову діяльність тощо. У своїй автобіографії вона написала: «У тій мірі, в якій мої власні майбутні переконання були сформовані й надані їм форми... ті сповнені розмовами ночі в Денвері зіграли значну роль».
Приблизно в 1913 році вона почала зустрічатися зі своїм майбутнім чоловіком Моррісом Меєрсоном, художником знаків і соціалістом.

## Повернення до Мілвокі, сіоністський активізм і викладання
У 1914 році через розбіжності з сестрою Голда залишила Північну середню школу, переїхала з дому сестри та знайшла роботу. Після примирення з батьками вона повернулася до Мілвокі та відновила навчання в школі North Division High, яку закінчила в 1915 році. Під час навчання у цій школі вона стала активним членом лейбористського сіоністського молодіжного руху Young Poale Zion (пізніше став Habonim). Меїр брала участь у публічних зборах і прийняла соціалістичний сіонізм.
У 1916 - 1917 роках Голда Меїр відвідувала педагогічний коледж Мілвокіської державної нормальної школи (нині Університет Вісконсіна–Мівокі). У 1917 році вона обійняла посаду в їдишомовній народній школі в Мілвокі. Там вона ще більше прийняла лейбористський сіонізм.
9 липня 1917 року Голда Меїр стала натуралізованою громадянинкою США, оскільки натуралізувався її батько. А в той час діти натуралізованих громадян віком до 21 року отримували громадянство за походженням.
24 грудня 1917 року Меїр і Меєрсон одружилися. Однак попередньою умовою одруження Меїр було оселення в Палестині. Меїр мала намір негайно зробити алію (іммігрувати до Ізраїлю), але її плани були зруйновані, коли всі трансатлантичні пасажирські перевезення були скасовані через вступ Сполучених Штатів у Першу світову війну. Потім вона спрямувала свою енергію на діяльність Поале-Ціону. Невдовзі після весілля вона розпочала кампанію зі збору коштів для Poale Zion, у рамках якої вона відвідала чимало регіонів Сполучених Штатів Америки.

## Імміграція до підмандатної Палестини
У 1921 році, після завершення війни, подружжя разом із сестрою Меїр Шейною, дочкою Шейни та подругою дитинства Меїра Регіною переїхали до Палестини, яка тоді була частиною Британського мандату. Вони пливли на SS Pocahontas з Нью-Йорка до Неаполя, а звідти дісталися потягом до Тель-Авіва. Батьки Голди Меїр переїхали до Палестини в 1926 році.
Зрештою їх прийняли в кібуц Мерхавія в Ізраїльській долині після початкової відхилення заявки. В обов’язки Голди Меїр входило збирати мигдаль, садити дерева, працювати в курниках, а також керувати кухнею. Визнаючи її лідерські здібності, кібуц обрав її своїм представником до Гістадруту, Загальної федерації праці.
У 1924 році подружжя залишило кібуц і недовго жило в Тель-Авіві, а потім переїхало до Єрусалима. Там у них народилося двоє дітей: син Менахем (у 1924 році) та донька Сара (у 1926 році). Голда Меїр повернувся до Мерхавії на короткий період у 1925 році.

## Рання політична кар’єра
У 1928 році Меїр була обрана секретаркою Moetzet HaPoalot (Рада робітничих жінок). Вона провела два роки (1932–34) у Сполучених Штатах Америки як емісарка організації та для отримання експертного лікування хвороби нирок своєї доньки.
У 1934 році, коли Меїр повернулася зі Сполучених Штатів, вона приєдналася до Виконавчого комітету Гістадруту, а згодом очолила його політичний відділ. Це призначення стало важливим етапом для її майбутньої ролі в керівництві Ізраїлю.
У липні 1938 року Меїр була єврейською спостерігачеою від Палестини на конференції в Евіані, скликаній президентом Сполучених Штатів Америки Франкліном Д. Рузвельтом для обговорення питання про єврейських біженців, які тікали від нацистських переслідувань. Делегати з 32 запрошених країн неодноразово висловлювали свій сум через тяжке становище європейських євреїв, але відмовлялися прийняти біженців. Єдиним винятком була Домініканська Республіка, яка пообіцяла прийняти 100 000 біженців на щедрих умовах. Меїр була розчарована результатом, і зауважила пресі: “Є лише одне, що я сподіваюся побачити перед смертю, а це те, що мій народ більше не потребуватиме виразів співчуття.”
Під час Другої світової війни Меїр виконувала кілька ключових ролей у Єврейському агентстві, яке функціонувало як уряд Британської Палестини.
У червні 1946 року Меїр стала виконувати обов'язки керівнички політичного відділу Єврейського агентства після того, як британці заарештували Моше Шаретта та інших лідерів ішува в рамках операції "Агата". Це був критичний момент у її кар'єрі: вона стала головною учасницею переговорів між євреями в Палестині та британськими мандатними органами. Після звільнення Шарет поїхав до Сполучених Штатів Америки для участі в переговорах щодо Плану розділу від ООН, а Меїр очолила політичний департамент до створення держави в 1948 році.
У 1947 році Меїр поїхала на Кіпр, щоб зустрітися з єврейськими ув’язненими в таборах для інтернованих на Кіпрі (які були інтерновані британцями після того, як їх спіймали під час спроби незоконно потрапиити до Палестини), і переконати їх віддати перевагу сім’ям з дітьми, щоб заповнити невелику квоту ув’язнених. дозволено до Палестини. Вона в основному успішно впоралася з цим завданням.

## Роль у Палестинській війні та становленню Ізраїлю
17 листопада 1947 року, незадовго до початку палестинської війни 1947-1949 років, Меїр зустрілася з королем Йорданії Абдаллою I. Абдулла I вважався єдиним арабським лідером, який бажав вступити в союз із майбутньою ізраїльською державою, оскільки він також виступав проти муфтія Єрусалиму та був суперником інших арабських країн. Зустріч була сердечною і підтвердила, що Абдулла не зацікавлений у вторгненні та готовий співпрацювати в майбутньому.

### Перший етап війни
Протягом більшої частини війни Меїр неохоче відігравала, на її думку, другорядну роль у діях Ізраїлю. У статті, опублікованій Інститутом Голди Меїр, відзначила, що «вона відчувала, що її відштовхують на другорядну арену».
Однак вона відіграла вирішальну роль у зборі коштів. У січні 1948 року Єврейському агентству потрібно було зібрати кошти для потреб військ та створення Ізраїльської держави. Скарбник Єврейського агентства був переконаний, що їм не вдасться зібрати від американської єврейської громади більше 7-8 мільйонів доларів. Меїр вдалося зібрати понад 30 мільйонів доларів. Ключем до її успіху стала емоційна промова, яку вона вперше виголосила в Чикаго 22 січня. Вона об'їздила чимало міст Сполучених Штатів Америки і повернулася до Ізраїлю 18 березня.
Ці кошти мали вирішальне значення для успіху воєнних дій і становлення Ізраїлю; для порівняння, річний бюджет протиборчого Вищого арабського комітету становив близько 2,25 мільйонів доларів США, подібно до річного бюджету Хагани до війни. Бен-Гуріон писав, що роль Меїр як «єврейської жінки, яка отримала гроші, завдяки яким стала можливою держава», увійде в історію.
Однак, повернувшись додому, вона зазнала політичних невдач. Очільники Єврейського агентства та Національної ради виключили її з 13-членного кабінету тимчасового уряду Ізраїлю та включили лише до Народної ради з 37 членів. Бен-Гуріон запротестував проти цього, сказавши: «Це неможливо уявити, щоб не було адекватної жінки… це моральна та політична необхідність для ішува, єврейського світу та арабського світу». У якийсь момент він навіть думав запропонувати їй своє місце в кабінеті.
13 квітня Меїр госпіталізували в Тель-Авіві з підозрою на серцевий напад. Бен-Гуріон і керівники політичного відомства закликали її берегти своє здоров'я і приїхати до Єрусалиму якнайшвидше. Вони просили її бути «матір'ю цього міста» і щоб її «слова до 100 000 мешканців були джерелом благословення та підбадьорення». Однак вона відчувала, що це другорядна і тимчасова роль.
Натомість 6 травня вона відвідала Хайфу після її окупації 22 квітня Хаганною. Ця поїздка справила на неї значний вплив. Там вона побачила літню арабську жінку, яка вийшла зі зруйнованого будинку, хапаючись за кілька речей, що залишилися. Коли дві жінки зустрілися очима, вони розплакалися. Далі Меїр назвала масове вигнання та втечу арабів перед війною в Палестині 1948 року «жахливими» та порівняла це з тим, що спіткало євреїв в окупованій нацистами Європі. Вона повернулася до Тель-Авіва, а потім до Єрусалиму за два тижні до закінчення мандату.
10 травня Меїр мала другу зустріч з Абдуллою I. Вона таємно поїхала до Аммана, перевдягнувшись арабкою. Він запропонував приєднати Палестину до Йорданії з наданням автономії територіям, населеним переважно євреями. Голда відхилила пропозицію. Тоді здавалося ймовірним, що Абдулла I вторгнеться.

### Другий етап війни та призначення повноважним міністром
14 травня 1948 року Меїр стала однією із 24 підписантів (зокрема, двоє жінок) Декларації незалежності Ізраїлю. Пізніше вона згадувала: «Після того, як я підписала, я плакала. Коли я вивчала американську історію, як школярка, і я читала про тих, хто підписав Декларацію незалежності США, я не могла уявити, що це справжні люди, які роблять щось справжнє. І ось я була сідаючи і підписуючи декларацію про створення».
Через день після проголошення незалежності розпочався другий етап війни. Меїр також раптово втратила роботу та адміністративні обов’язки, оскільки політичний департамент став тимчасовим міністерством закордонних справ, а її керівну роль в Єрусалимі взяв на себе Дов Йосеф.
18 травня вона вирушила в другий і ще більш успішний тур по збору коштів, під час якого зібрала близько 50 мільйонів доларів. Загалом завдяки її зусилляс зі збору коштів вдалося зібрати близько 90 мільйонів доларів, приблизно третину вартості війни (275 мільйонів доларів). Під час підготовки до цієї поїздки їй видали перший ізраїльський паспорт. За десять тижнів, що її не було, Ізраїль постраждав від війни і докорінно змінився.
25 червня, ще перебуваючи в Сполучених Штатах Америки, Шаретт, тодішній міністр закордонних справ, призначив Меїр повноважною міністеркою у Радянському Союзі, який нещодавно визнав Ізраїль.
Меїр була незадоволена цією пропозицією. Вона не розмовляла російською і боялася залишитися самотньою в Москві. Вона сказала: “Нарешті у нас є держава. Я хочу бути там. Я не хочу їхати за тисячі миль. Чому я завжди маю йти?”
Її повернення до Ізраїлю було відкладено через автомобільну аварію, під час якої вона розірвала зв'язку та зламала кістку. Радянські офіційні особи відмовлялися вірити, що вона була в лікарні, і хотіли, щоб ізраїльський посланник прибув якомога швидше. Тому вона проігнорувала розпорядження лікаря про відпочинок і 29 липня повернулася до Ізраїлю. Через роки нога часто боліла.

## Державна кар'єра до прем'єрства

### Уповноважена міністерка в Радянському Союзі (1948 - 1949)
Меїр обіймала посаду повноважної міністерки в Радянському Союзі з 2 вересня 1948 року по 10 березня 1949 року.
Вона була нетерпляча до дипломатичних люб'язностей і використання перекладачів. Вона не пила і не займалася бальними танцями, її мало цікавили плітки та мода. За словами її перекладача, на запитання російського посла, як вона поїхала до Москви, вона відповіла: «Передайте його високоповажності послу, що ми приїхали верхи на ослах».
Це була важлива і важка роль. Хороші відносини з Радянським Союзом вплинули на здатність Ізраїлю отримувати зброю від країн Східної Європи. У свою чергу, Йосип Сталін і радянський міністр закордонних справ В’ячеслав Молотов розглядали взаємини з Ізраїлем як засіб посилення радянської позиції на Близькому Сході. Однак радянсько-ізраїльські відносини були ускладнені радянською політикою проти релігійних інституцій і націоналістичних рухів, що виявилося в діях із закриття єврейських релігійних установ, а також у забороні вивчати іврит та забороні сприяти еміграції до Ізраїлю.
Всього через 20 днів після початку її терміну почалися антисемітські репресії у відповідь на статтю радянського єврейського письменника Іллі Еренбурга. Меїр та інші ізраїльські представники у відповідь почали відвідувати російські єврейські підприємства, синагоги та вистави.
3 жовтня під час святкування Рош га-Шана в Московській хоральній синагозі її зустріли тисячі російських євреїв, які скандували російською мовою «Наша Голда». У своїй автобіографії вона згадувала: «Я відчувала, ніби мене захопив потік настільки сильного кохання, що буквально перехопило подих і сповільнило моє серце». Ця подія була відзначена ізраїльською банкнотою в 10 000 шекелів, випущеною в листопаді 1984 року. На одній стороні на ній був портрет Меїр, а на іншій — зображення натовпу, що вітає її в Москві.
Своїм близьким друзям вона зізналася, що майже не мала чим зайнятися в Москві, і відчувала себе ізольованою від ізраїльської політики. Незважаючи на те, що вона була соціалісткою, яка народилася в Україні, її єврейське походження викликало тертя з радянською владою, що ускладнювало прогрес. До кінця свого терміну вона відчула, що мало чого досягла. Вона відчувала себе винною у тому, що не досягла більшого для російських євреїв, оскільки опинилася б у їхній ситуації, якби її батько не переїхав до Сполучених Штатів Америки.
Меїр планувала балотуватися на перших виборах до Кнесету 25 січня 1949 року. За місяць до виборів вона повернулася до Ізраїлю та агітувала за Мапаї. Мапаї набрала 35% голосів і сформувала коаліцію, а Бен-Гуріон запросив її до кабінету. Вона була приведена до присяги 8 березня і продовжувала служити в Кнесеті до 1974 року.

### Міністерка праці (1949 - 1956)
Бен-Гуріон спочатку запропонував Меїр посаду «віце-прем'єр-міністра», яку вона відхилила. Вона вважала назву та обов’язки розпливчастими, і їй не подобалася ідея необхідності координувати роботу з такою кількістю державних відомств.
Замість цього вона обійняла посаду міністерки праці, яку обіймала з 10 березня 1949 року по 19 червня 1956 року. Ця роль сподобалася Меїр набагато більше, ніж попередня, і вона назвала цей період своїми «сімома прекрасними роками». Зокрема, їй подобалася здатність діяти швидко та з невеликим тертям з боку інших. Вона також була однією із найвпливовіших ізраїльських політиків того часу.
Основним джерелом суперечок на цій посаді було фінансування, особливо для роботи з численними іммігрантів, які прибували до нової держави. У жовтні 1950 року Меїр оголосила у Вашингтоні трирічний план розвитку Ізраїлю та вказала ціну в 15 мільярдів доларів протягом наступних 15 років. Ізраїльському уряду вдалося отримати кредит від уряду Сполучених Штатів Америки і американських євреїв, який забезпечив 40% бюджету держави. Нещодавно створені облігації Ізраїлю забезпечили лише невелику суму, хоча через роки вони зробили значний внесок в економіку Ізраїлю.
Меїр допомогла у будівництві понад сотні маабарот (іврит: מַעְבָּרוֹת), тимчасових таборів для іммігрантів із грубими хатами з жерстяними дахами та наметами для житла. Через це вона викликала критику з боку багатьох нових іммігрантів і сучасних політиків, але у відповідь згадувала про свій обмежений бюджет і час, необхідний для будівництва належного житла. У 1953 році вона допомогла знищити маабарот. До 1956 року дві третини було ліквідовано, і 120 000 сімей переїхали у постійне житло.
Меїр вважала себе дуже продуктивною в цей період. Вона проводила політику держави добробуту, організувала інтеграцію іммігрантів у робочу силу Ізраїлю та запровадила великі проекти будівництва житла та доріг. У 1949 - 1956 роках було побудовано 200 000 квартир і 30 000 будинків, розпочато масштабне промислове та сільськогосподарське будівництво, а також побудовано нові лікарні, школи та дороги. Незважаючи на скарги своїх колег у Міністерстві фінансів, Меїр працювала над встановленням соціального забезпечення, допомоги по вагітності та пологах, страхування від нещасних випадків на виробництві, допомоги вдовам і сиротам і навіть витрат на поховання.
У 1954 році вона виступила на боці Бен-Гуріона проти Пінхаса Лавона у справі Лавона.
Влітку 1955 року Меїр неохоче балотувалася на посаду мерки Тель-Авіва на вимогу своєї партії. Тоді мерів обирали міські ради, а не безпосередньо громадяни. Вона програла двома голосами релігійного блоку, який відмовився підтримати її на тій підставі, що вона була жінкою. Хоча її розгнівив сексизм, з яким вона зіткнулася, вона була рада повернутися до своїх колег у кабінеті.
3 серпня 1955 року Меїр знову госпіталізували зі скаргами на біль у грудях, і їй поставили діагноз аритмія.

### Міністерка закордонних справ (1956 - 1966)
У жовтні 1955 року Бен-Гуріон призначив Меїр міністеркою закордонних справ замість Шаретта. Випадкові розбіжності між Бен-Гуріоном і Шареттом переросли в зневагу під час зустрічей і відмову говорити віч-на-віч. Меїр, хоч і була менш досвідченою у зовнішніх справах, ніж Шарет, мала незмінно лояльні та дружні взаємини з Бен-Гуріоном. Хоча Меїр зрештою насолоджувалася своєю новою роботою, їй не подобалися колеги, які затримувалися про Шаретта у своєму відділі.
Меїр була міністеркою закордонних справ з 18 червня 1956 року по 12 січня 1966 року. Її перші місяці на посаді міністерки закордонних справ збіглися з Суецькою кризою 1956 року, під час якої Ізраїль, Великобританія та Франція вторглися в Єгипет, щоб відновити контроль Заходу над Суецьким каналом, усунути президента Єгипту Гамаль Абдель Насер і забезпечити свободу судноплавства через Тиранську протоку для Ізраїлю. Меїр планувала і координувала дії з французьким урядом і військовими до початку вторгнення. Під час дебатів ООН про кризу Меїр очолювала ізраїльську делегацію. Після початку бойових дій Сполучені Штати Америки, Радянський Союз і ООН змусили трьох загарбників відійти.
Як міністерка закордонних справ Меїр сприяла встановленню зв’язкам із новоствореними державами Африки, намагаючись отримати союзників у міжнародному співтоваристві. Вона також вважала, що Ізраїль має досвід у державотворенні, який може стати зразком для африканців.
Вона також доклала багато зусиль, щоб переконати Сполучені Штати Америки продати Ізраїлю зброю. Один успіх у цій сфері був досягнутий у 1962 році, коли Білий дім тихо погодився продати Ізраїлю ракети Hawk. Відносини Ізраїлю з Радянським Союзом залишалися холодними під час її перебування на посаді.
29 жовтня 1957 року нога Меїр була легко поранена, коли в залу для дебатів Кнесету була кинута бомба Міллса. Давид Бен-Гуріон і Моше Кармель отримали більш серйозні поранення. Напад скоїв 25-річний Моше Двек. Він народився в Алеппо, а свої мотиви пояснював суперечкою з Єврейським агентством, Згодом його назвали "психічно неврівноваженим".
У 1958 році Меїр високо оцінила допомогу Папи Пія XII єврейському народу невдовзі після його смерті. Спадщина Понтифіка як Папи Римського часів війни продовжувала викликати суперечки в 21 столітті.
Того ж року, під час хвилі єврейської міграції з Польщі до Ізраїлю, Меїр намагалася запобігти імміграції до Ізраїлю непрацездатних і хворих польських євреїв.
Наприкінці 1965 року у 67-річної Меїр діагностували лімфому. У січні 1966 року вона пішла у відставку з посади міністерки закордонних справ, посилаючись на виснаження та погане здоров’я, хоча продовжувала працювати в Кнесеті як генеральна секретарка Мапаї.
Протягом 1960-х років Меїр мешкала у квартирі на верхньому поверсі будинку, який колись був відомий як Вілла Харун аль-Рашид. Будинок був побудований в 1926 році Ханною Бішарат і пізніше зданий в оренду британським офіцерам. Пізніше цей будинок був переданий сіоністським ополченцям через видатний вид з даху. За словами онука Ханни Бішарат, Джорджа Бішарата, Меїр наказав піскоструминно почистити плитку на фасаді будинку, «щоб стерти «Віллу Гарун ар-Рашид» і таким чином приховати той факт, що вона жила в арабському будинку».

## Прем'єрство
Прем'єр-міністр Леві Ешкол раптово помер 26 лютого 1969 року, що призвело до призначення Ігаля Аллона тимчасовим прем'єр-міністром і виборів для обрання його наступника. Перед голосуванням більшість підозрювала, що Меїр буде обрана на цю посаду. 7 березня 1969 року центральний комітет партії проголосував за Меїр новою лідеркою партії. 71-річна Меїр мала змішані почуття через проблеми зі здоров’ям, але врешті-решт погодилася, сказавши, що поважатиме рішення партії, як і всі попередні рішення партії.
Меїр була прем'єр-міністеркою з 17 березня 1969 року по 3 червня 1974 року. Вона підтримувала уряд національної єдності, сформований у 1967 році після Шестиденної війни, в якій Мапаї об'єдналася з двома іншими партіями (Рафі та Ахдут Га-Авода), щоб сформувати Ізраїльську робітничу партію.
Через шість місяців після вступу на посаду Меїр очолила реконфігуровану партію, до складу якої увійшли лейбористи та Мапам, на загальних виборах 1969 року. Об’єднанню вдалося досягти того, що досі є найкращим показником для однієї партії чи фракції в історії Ізраїлю, отримавши 56 місць. Це єдиний випадок, коли партія чи фракція наблизилися до отримання абсолютної більшості на виборах. Було збережено уряд національної єдності.
У 1969 та на початку 1970-х років Меїр зустрічалася з багатьма світовими лідерами, щоб просувати свою ідею мирного врегулювання, зокрема з Річардом Ніксоном (1969), Ніколає Чаушеску (1972) і Папою Павлом VI (1973). У 1973 році вона приймала в Ізраїлі канцлера Західної Німеччини Віллі Брандта.
У серпні 1970 року Меїр прийняла мирну ініціативу США, яка передбачала припинення війни на виснаження та зобов’язання Ізраїлю відійти до «безпечних і визнаних кордонів» у рамках всеосяжного мирного врегулювання. Партія Гахала вийшла з уряду національної єдності на знак протесту, але Меїр продовжував очолювати решту коаліції.
28 лютого 1973 року, під час візиту до Вашингтона, округ Колумбія, Меїр погодилася з мирною пропозицією Генрі Кіссінджера, заснованою на «безпеці проти суверенітету»: Ізраїль прийме суверенітет Єгипту над усім Синаєм, тоді як Єгипет прийме присутність Ізраїлю на деяких стратегічних позиціях Синая.
В червні 1969 року, на дворічну річницю Шестиденної війни, Меїр заявила в інтерв’ю, що палестинців не існує. Пізніше Аль-Джазір описав цей коментар як «одну з її визначальних – і найстрашніших – спадщин. Ця фраза вважається найвідомішим прикладом заперечення Ізраїлем палестинської ідентичності.

### Олімпійські ігри в Мюнхені (1972)
Після різанини в Мюнхені під час літніх Олімпійських ігор 1972 року Меїр закликала світ «врятувати наших громадян і засудити вчинені невимовні злочинні акти». Обурена відсутністю глобальних дій, вона наказала Моссаду вистежити й убити підозрюваних лідерів і оперативників Чорного вересня та НФОП.

### Суперечка з Австрією (1973)
Протягом 1970-х років приблизно 200 000 радянським єврейським емігрантам було дозволено виїхати з Радянського Союзу до Ізраїлю через Австрію. Коли семеро з цих емігрантів були взяті в заручники на кордоні Австрії та Чехословаччини палестинськими бойовиками у вересні 1973 року, канцлер Австрії Бруно Крайський закрив транзитний пункт Єврейського агентства в Шенау, Австрія. Кілька днів по тому у Відні Меїр намагалася переконати Крайського знову відкрити цей транзитний пункт, посилаючись на своє власне єврейське походження, і описала свою позицію як «піддатися шантажу терористів». Крайський не змінив своєї позиції, тож розлючена Меїр повернулася до Ізраїлю. Через кілька місяців Австрія відкрила новий перехідний табір.

### Війна Судного дня (1973)
Загальною критикою Меїр є те, що вона могла уникнути війни Судного дня в 1973 році. За кілька місяців до нападу президент Єгипту Анвар Садат неодноразово просив миру в обмін на повний вихід Ізраїлю з Синаю, але ці жести були відкинуті Меїр, яка раніше пропонувала обговорити поступку «більшої частини Синая», але не бажала відновлювати кордони до 1967 року, і Єгипет не був зацікавлений у мирних переговорах на умовах Меїр. Як лідер нації під час цієї короткої війни, її головною метою було визначити час проведення попередніх операцій і забезпечити ЦАХАЛ необхідним часом і боєприпасами для досягнення перемоги.
За кілька днів до війни Судного дня ізраїльська розвідка не могла остаточно визначити, що напад був неминучим. Однак 5 жовтня 1973 року Меїр отримала інформацію про те, що сирійські війська скупчуються на Голанських висотах. Вона була стривожена цими повідомленнями і вважала, що ситуація подібна до тієї, що передувала Шестиденній війні. Однак її радники порадили їй не хвилюватися, сказавши, що вони отримають відповідне повідомлення до того, як почнеться війна. У той час це мало сенс; після Шестиденної війни більшість в ізраїльській розвідувальній спільноті вважала, що араби не готові здійснити ще один напад. Отже, хоча Кнесет ухвалив резолюцію, яка надала Меїр повноваження вимагати повномасштабного призову в армію (замість типового рішення кабінету), вона не мобілізувала ізраїльські сили достроково. Однак незабаром загроза війни стала дуже очевидною. За шість годин до початку бойових дій Меїр зустрілася з міністром оборони Моше Даяном і генералом Девідом Елазаром. У той час як Даян продовжував стверджувати, що війна малоймовірна, і виступав за залучення авіації та лише двох дивізій, Елазар виступав за повномасштабну мобілізацію армії та нанесення повномасштабного превентивного удару по сирійських силах.
6 жовтня Меїр схвалила повномасштабну мобілізацію, але відхилила превентивний удар, посилаючись на побоювання, що Ізраїль може бути сприйнятий як ініціатор бойових дій, що зашкодить доступу Ізраїлю до важливої іноземної допомоги та військової підтримки, зокрема з боку Сполучених Штатів Америки. Вона поставила своїм пріоритетом повідомити Вашингтон про своє рішення. Пізніше держсекретар США Генрі Кіссінджер підтвердив оцінку Меїр, заявивши, що якби Ізраїль завдав превентивного удару, Ізраїль не отримав би підтримки Сполучених Штатів Америки.

### Відставка (1974)
Після війни Судного дня уряд Меїр був уражений внутрішніми чварами та сумнівами щодо відсутності підготовки Ізраїлю до війни. Комісія Аграната, призначена для розслідування війни, зняла з Меїр «пряму відповідальність».
Її партія виграла вибори в грудні 1973 року, але коаліція втратила місця і не змогла сформувати більшість. Меїр пішла у відставку з посади прем'єр-міністра 11 квітня 1974 року та відмовилася від свого місця в Кнесеті 7 червня 1974 року. Вона більше ніколи не обіймала цю посаду. Вона вважала, що це «воля народу» і що вона пробула достатньо часу на посаді прем'єра. Вона вважала, що уряду необхідно сформувати коаліцію. Вона сказала: «П’яти років достатньо... Це понад мої сили, щоб продовжувати нести цей тягар». Іцхак Рабін змінив її 3 червня 1974 року.

## Після прем'єрства та смерть (1974 - 1978)
У 1975 році Меїр опублікувала свою автобіографію «Моє життя», яка стала бестселером за версією New York Times.
21 листопада 1977 року Меїр виступила у Кнесеті від імені Лейбористської партії перед президентом Єгипту Анваром Садатом під час його історичної поїздки як першого арабського лідера, який відвідав Ізраїль. Вона сказала, що його візит важливий для того, щоб наступні покоління уникали війни, похвалила Садата за його мужність і бачення, і висловила надію, що хоча багато розбіжностей ще належить вирішити, це бачення буде досягнуто в дусі взаєморозуміння.
8 грудня 1978 року Меїр померла від раку лімфатичної системи (лімфоми) в Єрусалимі у віці 80 років. Її поховали на горі Герцля в Єрусалимі.

## Нагороди та визнання
У 1974 році Американські матері присвоїли Меїр честь Всесвітньої матері. У 1974 році Американське товариство вігів-кліософів Принстонського університету присудило Меїр нагороду Джеймса Медісона за видатну державну службу.
У 1975 році Меїр була нагороджена Премією Ізраїлю за особливий внесок у розвиток суспільства та держави Ізраїль.
У 1985 році Меїр було введено до Жіночої зали слави Колорадо.

## Вшанування пам'яті
Площа Голди Меїр у місті Нью-Йорк.
Вулиця Ґолди Меїр у місті Київ.

Меморіальна дошка Голді Меїр на будинку № 5-А по Басейній вулиці в Києві, де вона мешкала до 1903 року. Бронза, 1998, скульптор В. Медвєдєв

26 грудня 2022 року в місті Ізюм вулицю Панфілова перейменували на вулицю Голди Меїр.
У Києві на честь Голди Меїр у лютому 2024 року назвали сквер на вулиці Боричів Тік, 17, 19, 21.

## Галерея

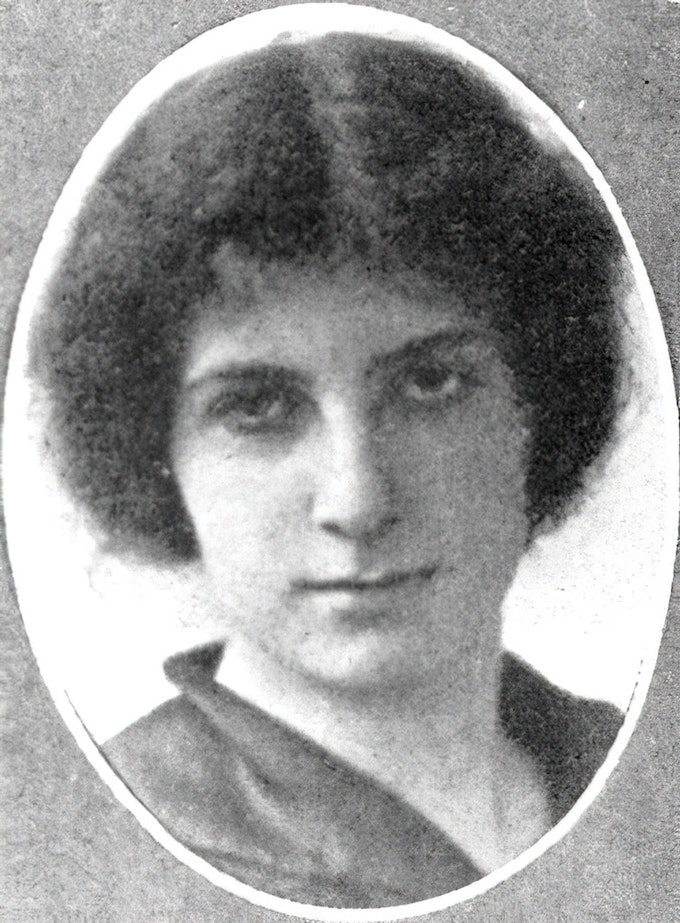
Фото 1914 року
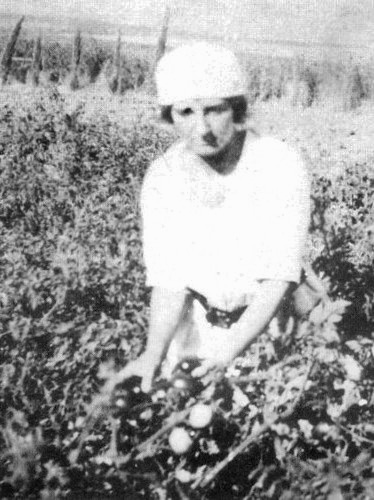
Голда працює у полі кібуцу Мерхавія[en]
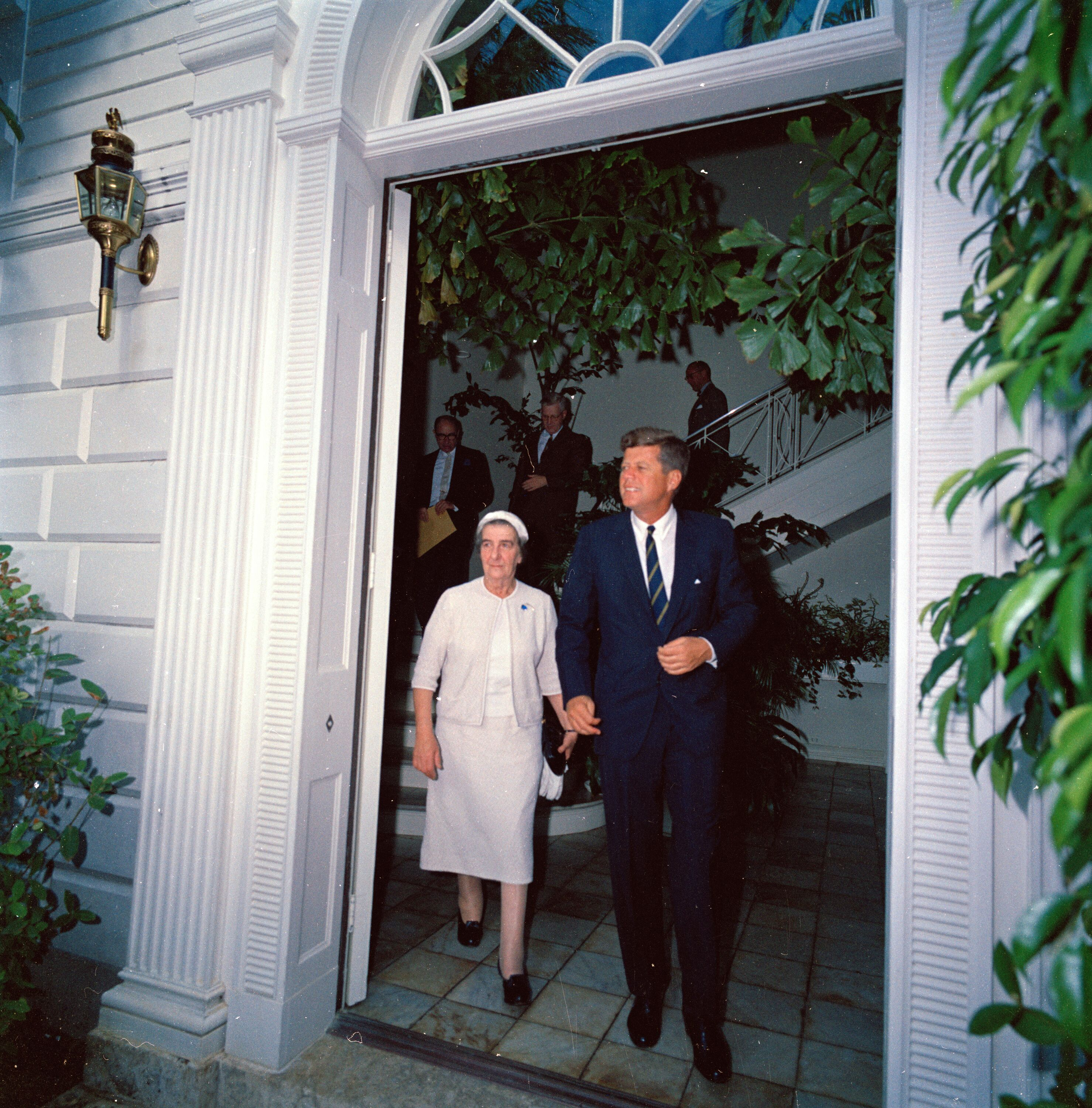
Голда Меїр з президентом США Джоном Кеннеді, 27 грудня 1962 року.
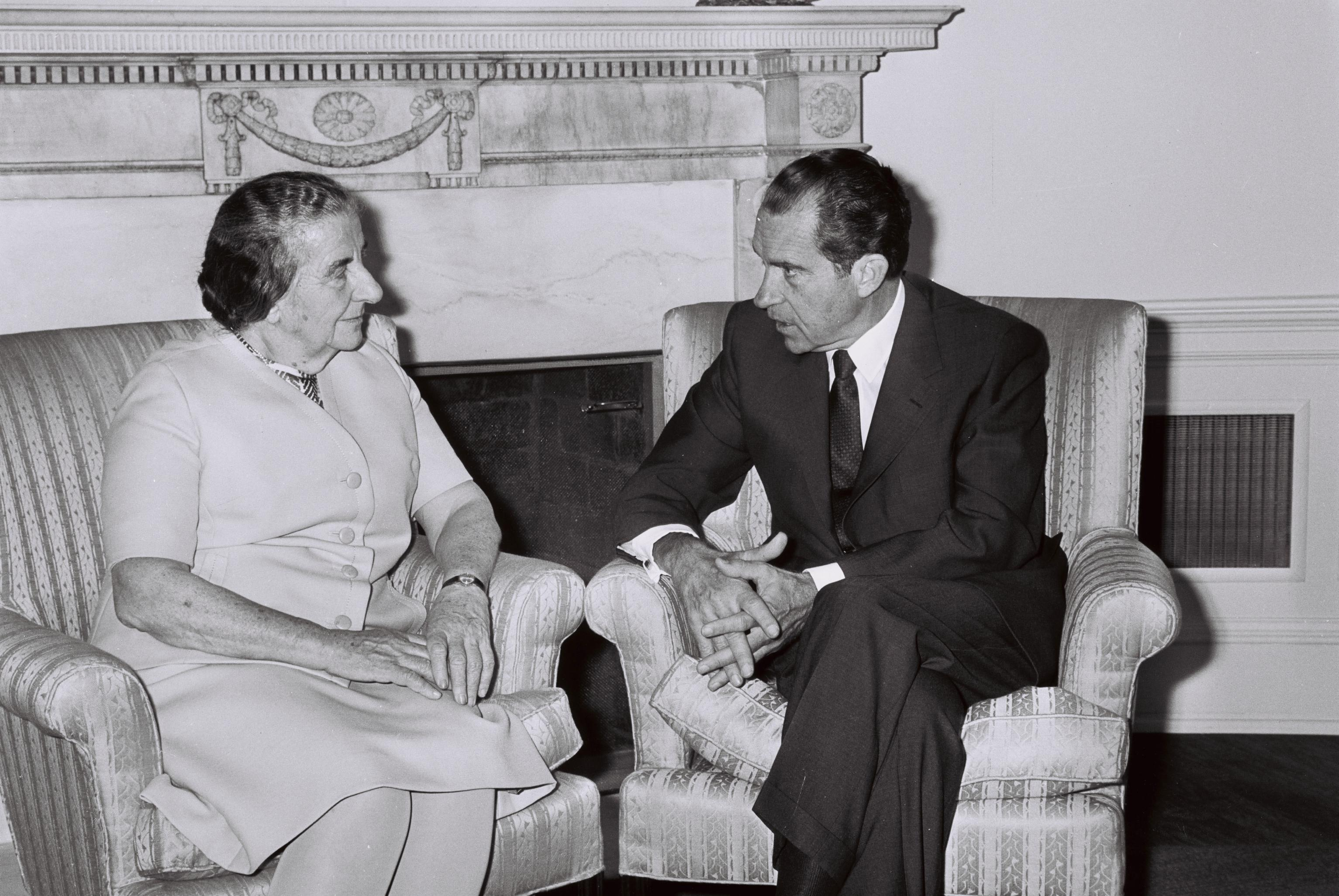
Голда Меїр під час зустрічі з Президентом США Річардом Ніксоном, 1969 рік
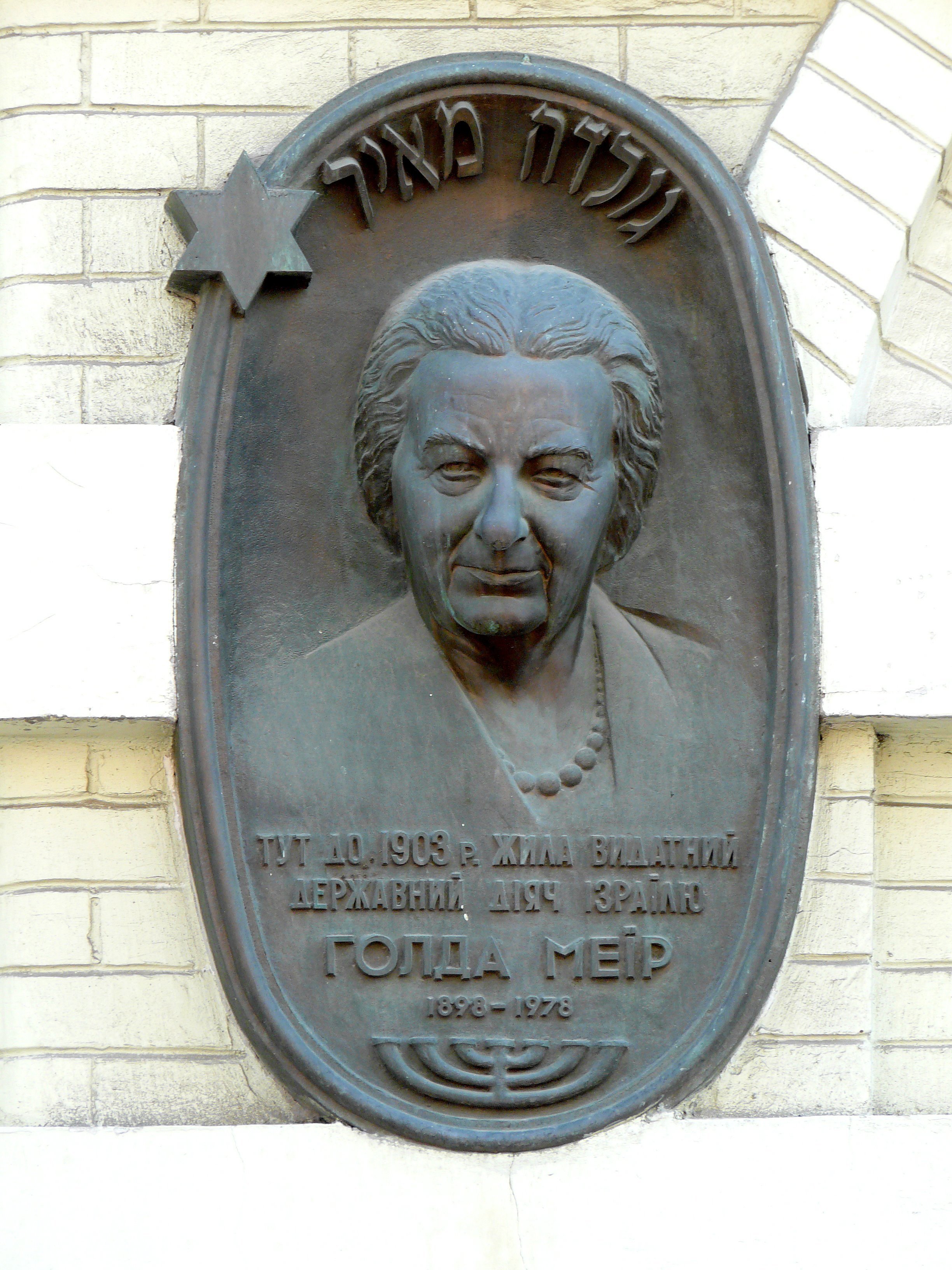
Меморіальна дошка Голді Меїр, Київ (вулиця Басейна, 5-А)
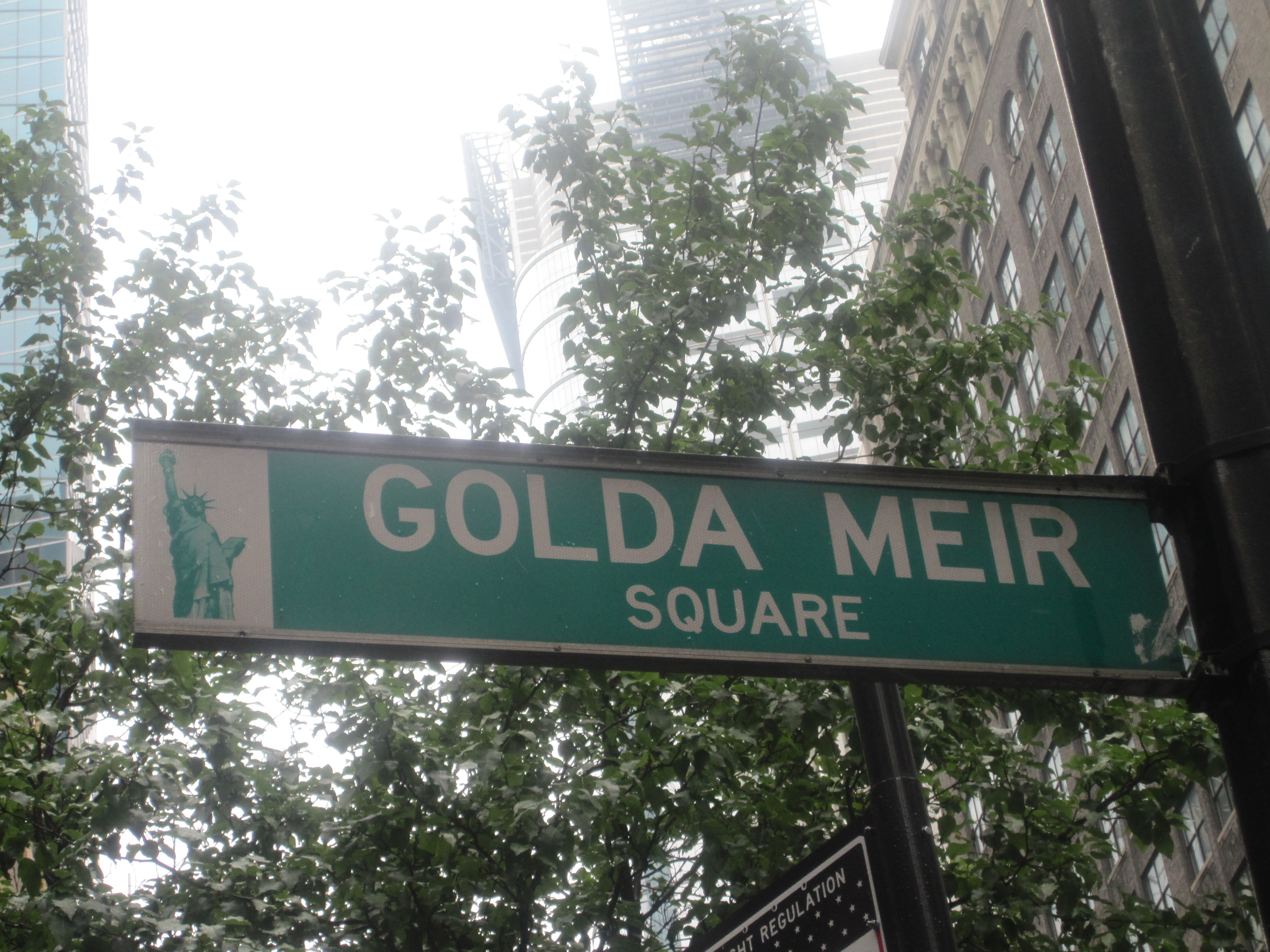
Площа Голди Меїр, Нью-Йорк
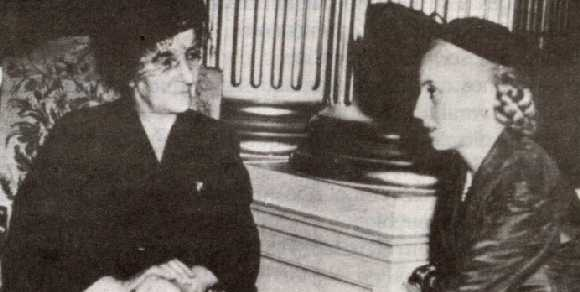
Голда й Ева Перон, 1951